# 15. dragonski polk (Avstro-Ogrska)
Za druge 15. polke glejte 15. polk.
15. dragonski polk je bil konjeniški polk avstro-ogrske skupne vojske.

## Zgodovina
Polk je bil ustanovljen leta 1891. 

### Prva svetovna vojna
Polkovna narodnostna sestava leta 1914 je bila sledeča: 85 % Čehov in 15 % drugih.
Naborni okraj polka je bil na Dunaju, pri čemer so bile polkovne enote garnizirane v Žovkvi (poljsko Żółkiew, današnja Ukrajina).

## Poveljniki polka
- 1908: Alois Kučera[3]
- 1914: Otto Huyn[4]